# Sistotrema hypogaeum
Sistotrema hypogaeum é uma espécie de fungo pertence à família Hydnaceae.